# Spomen-ploča
Spomen-ploča je spomenički objekt. To je ploča kojom se obilježava mjesto koje je po nečem značajno i vrijedno i spomen je na nekoga i/ili nešto. Njima se može obilježavati uspjehe, velika i hrabra djela, rodna mjesta, mjesta smrti poput rodnih mjesta ili mjesta prirodne ili nasilne smrti poznatih osoba ili mjesta nekih tragičnih događaja. Ploče su obično od boljeg kamena poput mramora, ali mogu biti i od običnog kamena. Također ih se izrađuje od kovine, a mogu biti od bronce,  čelika ili neke slitine. Ploče su obično zidne, ali mogu biti i samostojeće.

## Vanjske poveznice

### Sestrinski projekti
|  | Zajednički poslužitelj ima još gradiva o temi spomen-ploča |

### Mrežna mjesta
- LZMK / Hrvatska enciklopedija: pinaks